# Yi (dinosauriër)

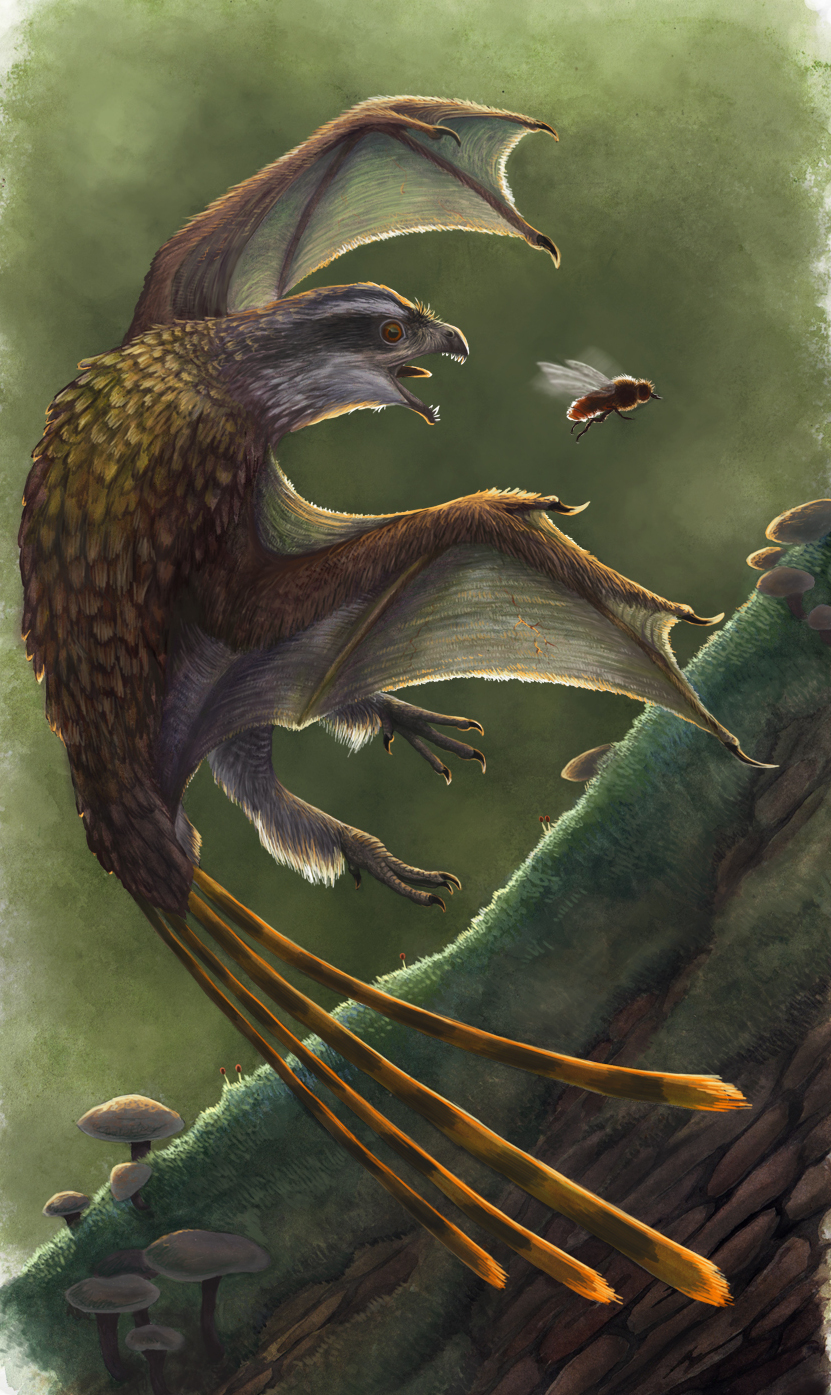
Yi qi

Yi qi is een theropode dinosauriër, behorend tot de Maniraptora, die in het middelste of late Jura leefde in het gebied van het huidige China. Yi is uniek als eerste bekende dinosauriër die vloog met behulp van een vlieghuid, ondersteund door een eigenaardig bot dat bij tot nu toe gevonden verwanten niet voorkomt.

## Vondst en naamgeving
In het begin van de eenentwintigste eeuw vond boer Wang Jianrong bij het dorp Mutoudeng in de prefectuur Qinlong in de provincie Hebei het fossiel van een kleine dinosauriër. In 2007 werd het exemplaar verworven door het Shandong Tianyu Museum of Nature en geprepareerd door Ding Xiaoqing. Dergelijke illegaal opgegraven fossielen willen nog weleens gecombineerd of verfraaid worden maar gedetailleerd onderzoek met röntgenfoto's toonde aan dat de verschillende delen van het exemplaar bij elkaar horen.

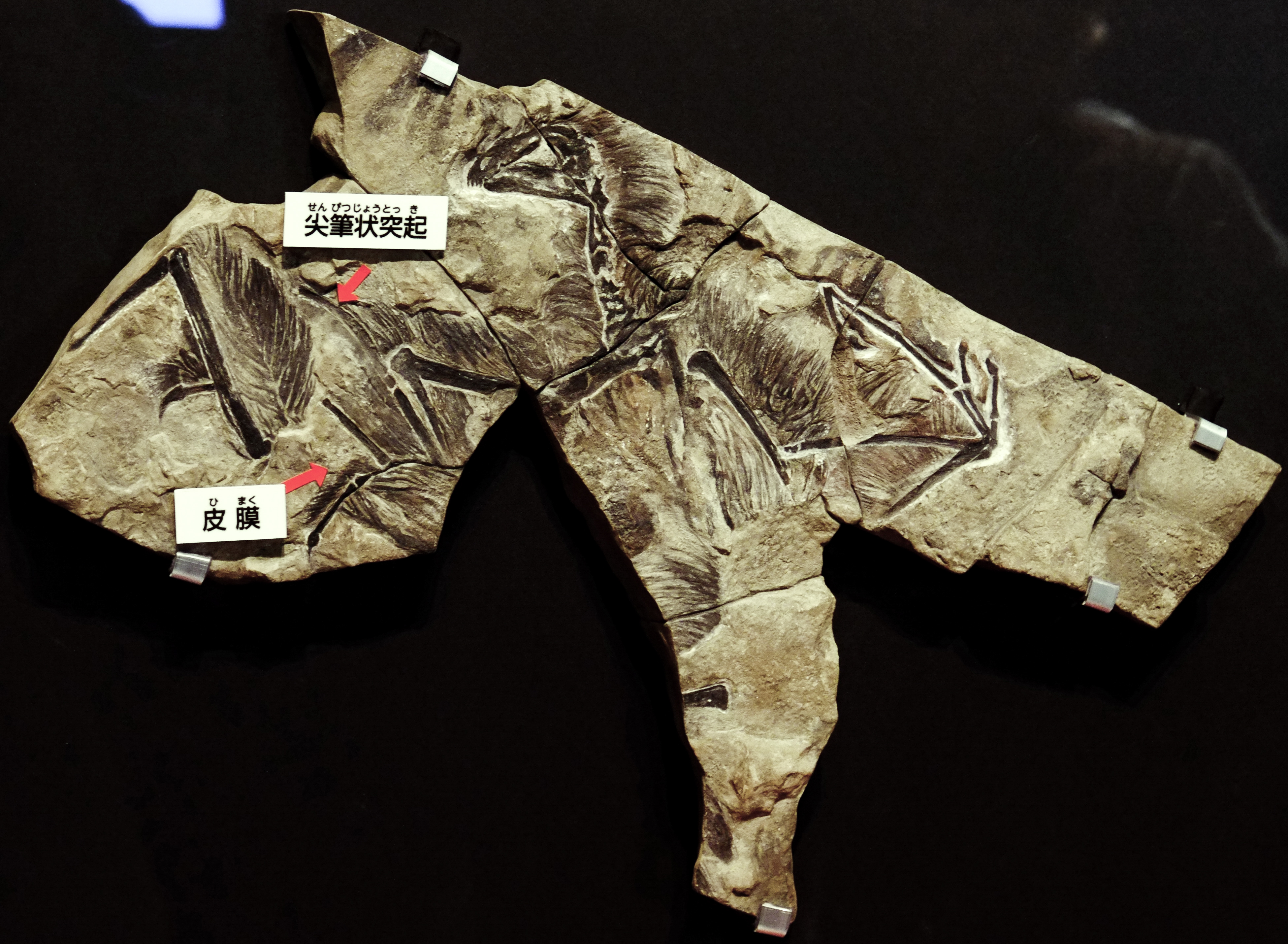
STM 31-2

In 2015 benoemden en beschreven Xu Xing, Zheng Xiaoting, Corwin Sullivan, Wang Xiaoli, Xing Lida, Wang Yan, Zhang Xiaomei, Jingmai O’Connor, Zhang Fucheng en Pan Yanhong de typesoort Yi qi. De geslachtsnaam en soortaanduiding moeten als een geheel gelezen worden, als het Chinees yì qí , 翼奇, "vreemde (qi) vleugel (yi)", een verwijzing naar de bizarre en unieke vleugelstructuur. Overigens is de normale woordvolgorde 奇翼 maar die is omgedraaid omdat het gebruikelijk is dat de soortaanduiding fungeert als bijvoeglijk naamwoord. De geslachtsnaam was in 2015 de kortste die ooit aan een dinosauriër was gegeven. De soortnaam is de kortste die in principe mogelijk is daar artikels 11.8.1 en 11.9.1 van de Internationale Code voor Zoölogische Nomenclatuur voor zowel geslachtsnaam als soortaanduiding een minimale lengte van twee letters eisen. De soortnaam moet ongeveer worden uitgesproken als "Ie tsjie".
Het holotype, STM 31-2, is gevonden in een laag van de Tiaojishanformatie die dateert uit het Callovien-Oxfordien, ongeveer 160 miljoen jaar oud. Het bestaat uit een samengedrukt vrij compleet skelet met schedel, gevonden op een plaat en tegenplaat, van een volwassen individu. Sommige botten zijn alleen als afdrukken bewaard gebleven. Uitgebreide resten van een verenkleed en membranen zijn zichtbaar.

## Beschrijving

### Grootte en onderscheidende kenmerken

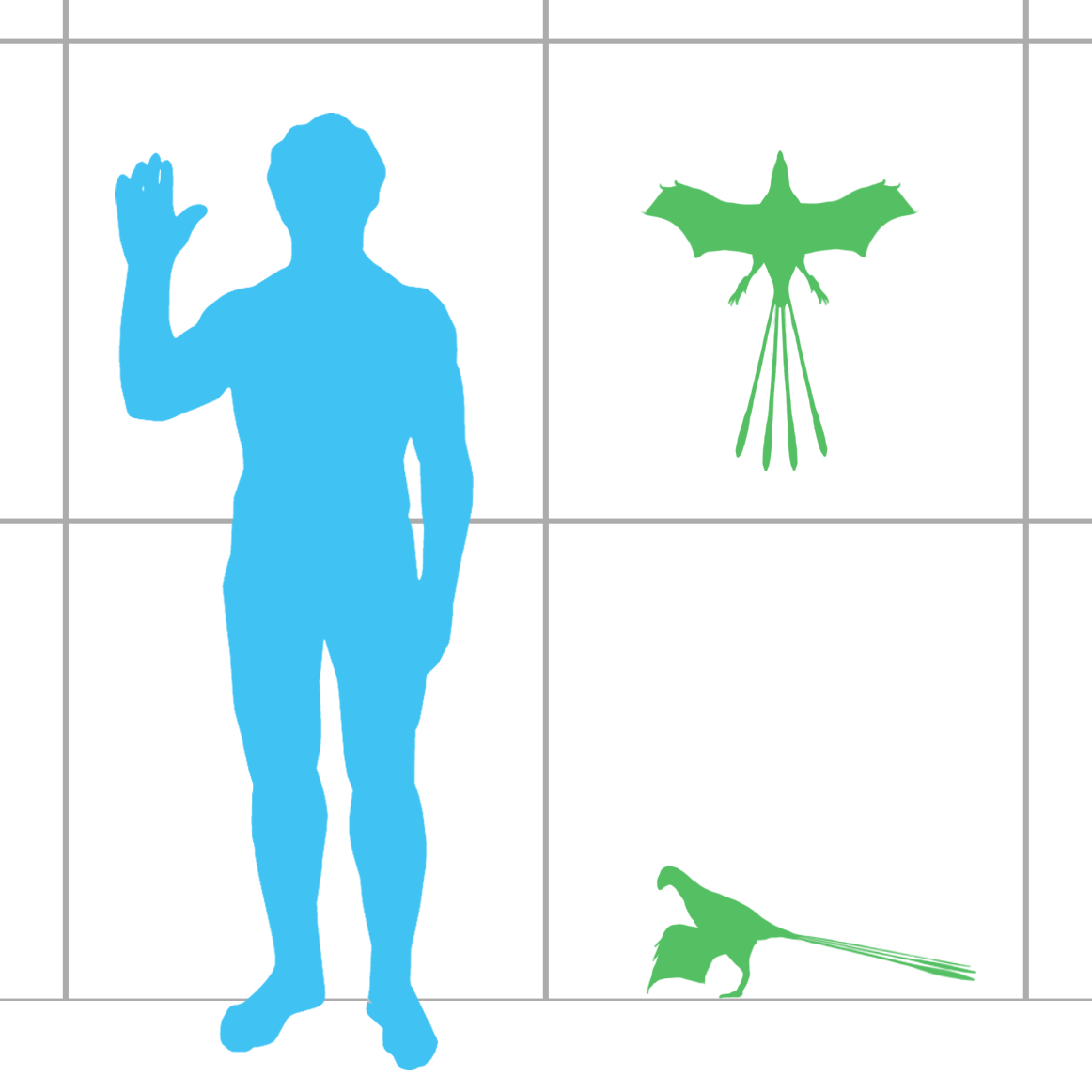
Yi in grootte vergeleken met een mens

Yi is een klein dier met, exclusief mogelijke staartveren, een lengte van ongeveer twintig centimeter en een spanwijdte van zestig centimeter. Het gewicht is geschat op 380 gram.
De beschrijvers wisten enkele onderscheidende kenmerken vast te stellen. Op de middenlijn tussen de neusbeenderen loopt een lage kam. Het zijvenster in de onderkaak is klein en relatief achterwaarts geplaatst. De tandkronen zijn in zijaanzicht symmetrisch en aanzienlijk breder dan hun wortels. Zowel het opperarmbeen als de ellepijp zijn langer dan het onderbeen, respectievelijk 16% en 8% langer. Het opperarmbeen heeft een kleine deltopectorale kam. Met de pols articuleert een lang staafvormig bot.
Het is dit laatste, "styliforme", element wat het meest bijzondere kenmerk van Yi vormt. Het is aan het uiteinde gebogen onder een hoek van 25° en loopt wat taps toe. Soortgelijke botten zijn verder binnen de Dinosauria onbekend. Het zou een, op zich alweer uiterst zeldzame, nieuwvorming kunnen zijn, een uitgegroeid polsbot of een verbening van bindweefsel. Dit laatste wordt door de beschrijvers als het meest waarschijnlijk gezien. Het is aan beide zijden van het lichaam bewaard gebleven, zij het in beide gevallen incompleet. De gereconstrueerde lengte overstijgt met 133,5 millimeter aanzienlijk die van de onderarm. Het lijkt aan de pols te ontspruiten aan de buitenzijde van de derde vinger. In de interpretatie van de beschrijvers vormt het een soort "vierde vinger" die een vlieghuid ondersteunt. Ze beklemtoonden wel dat het door de massiviteit van de bouw vermoedelijk niet de beweeglijkheid van een echter vinger bezat. De aanwezigheid van zo'n bot is dermate eigenaardig dat speciaal een chemische analyse is uitgevoerd van het gesteente ervan waaruit bleek dat het niet verschilde van dat van de andere botelementen. Het gaat dus vermoedelijk niet om toevallige verkleuringen, afwijkende weke delen, of stukken plant. De mogelijkheid dat het om een vierde middenhandsbeen zou kunnen gaan, is niet overwogen omdat Xu een aanhanger is van de minderheidspositie dat de vingers van Maniraptora de tweede, derde en vierde vertegenwoordigen in plaats van de eerste, tweede en derde.

### Skelet
De schedel van Yi is gedrongen en robuust met een korte snuit die 40% van de schedellengte beslaat. De fenestra antorbitalis is veel kleiner dan de oogkas. Het onderste slaapvenster is groot.

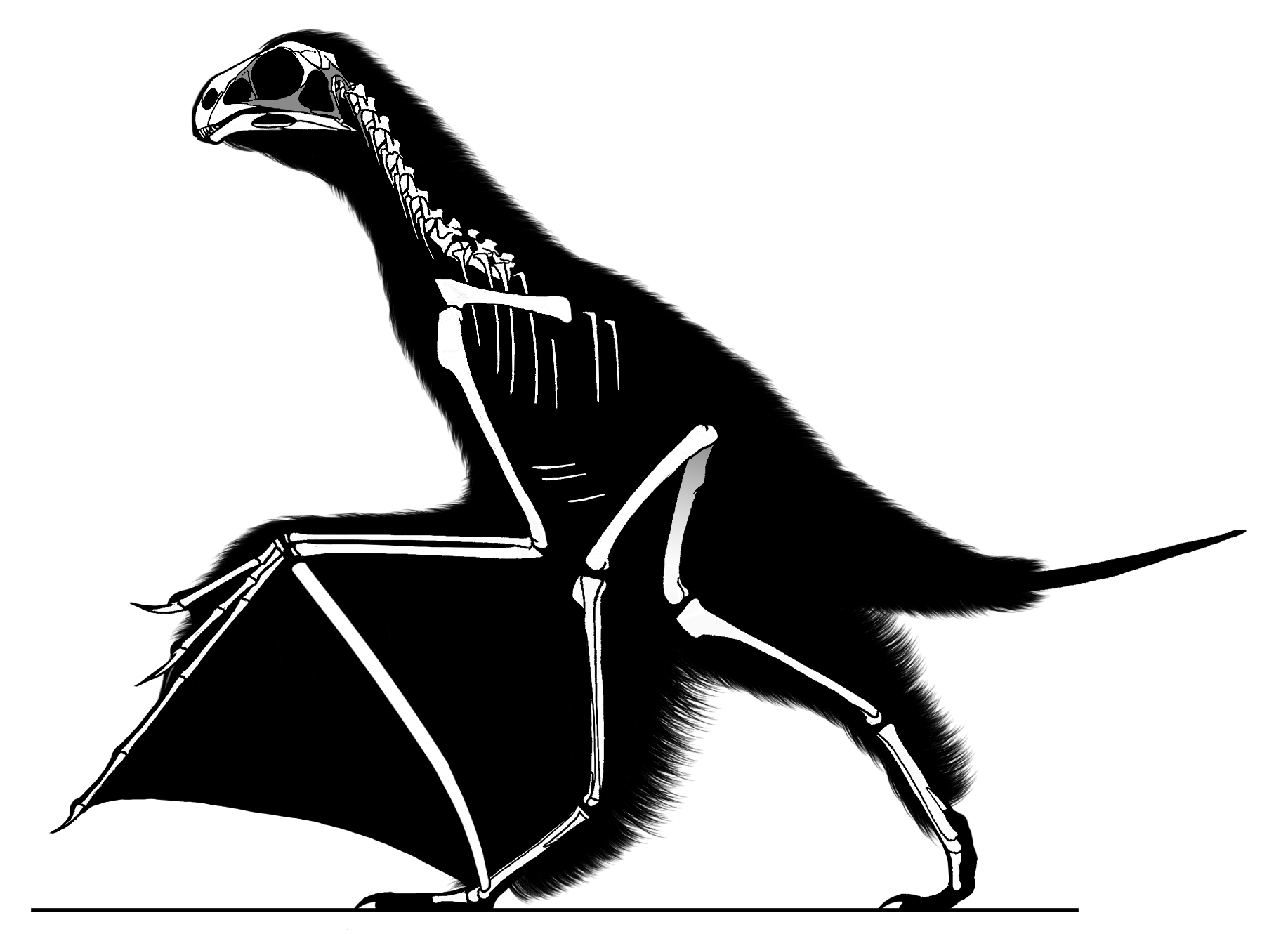
Diagram van het skelet door Jaime Headden

Het voorste snuitbeen, de praemaxilla, is goed ontwikkeld en steekt onder de rand van het vrij kleine bovenkaaksbeen uit. In iedere praemaxilla staan vier tanden die licht vooruit steken. De eerste tand is aanzienlijk groter dan de achterliggende tanden. Maxillaire tanden zijn niet zichtbaar. De snuit lijkt een kam te dragen die naar achteren oploopt. Boven de grote oogkas is het schedeldak gewelfd doordat het voorhoofdsbeen bol oploopt en het wandbeen bol afloopt. Het wandbeen is lang. Het jukbeen heeft een dunne tak onder de oogkas en een naar achteren hellende opgaande tak richting postorbitale. Het quadratojugale heeft een lange tak richting jukbeen.
De onderkaak is robuust. Het voorste uiteinde ervan kromt naar beneden en draagt dentaire tanden die sterk naar voren hellen. De tanden zijn smal in zijaanzicht.
De wervelkolom is slecht bekend door beschadigingen bij het fossiel. De nek is lang en flexibel. Er zijn negen halswervels. De voorste en middelste halswervels zijn tamelijk robuust, minder dan anderhalfmaal zo lang als hoog. De doornuitsteeksels van de halswervels hebben een brede basis in zijaanzicht, met deze breedte ongeveer gelijk aan de hoogte. Een grote massa dunne ribben is zichtbaar, waaronder ook buikribben. Van de staart is niets bewaardgebleven.
Het schouderblad is kort en robuust. De arm is lang en alle elementen ervan zijn langwerpig. Het opperarmbeen is lang en stevig, iets breder dan het dijbeen maar heeft een extra korte deltopectorale kam en het ondereind is maar weinig verbreed. De ellepijp heeft 93% van de lengte van het opperarmbeen en is maar iets breder dan het spaakbeen. De processus olecrani aan de achterste bovenkant van de ellepijp is matig sterk ontwikkeld, de schacht is recht en het onderste uiteinde iets verbreed. In de pols zijn twee carpalia zichtbaar, wellicht het radiale en het halvemaanvormige carpale. Het derde middenhandsbeen (het vierde in de interpretatie van Xu) is langer en zwaarder gebouwd dan het tweede. De bovenste kootjes van de derde vinger zijn extreem verlengd. De formule van de vingerkootjes is binnen de standaardinterpretatie 2-3-4-0-0, binnen die van Xu 0-2-3-4-0. De klauwtjes van de vingers zijn matig gekromd en hebben aan de onderkant van hun basis aanhechtingspunten voor de pezen van de buigende spieren die matig groot zijn. Bij de tweede en derde klauw zijn die punten iets naar het uiteinde verplaatst. De eerste klauw is de grootste en heeft een lipvormig uitsteeksel aan de bovenste basis. De derde klauw is verreweg het kleinst.
De achterpoten zijn lang met een langwerpig onderbeen en voet. Het scheenbeen heeft voor bovenaan een korte crista cnemialis, een teken dat de Yi geen snelle renner was. Het kuitbeen is dun maar reikt tot de enkel. De middenvoet heeft minder dan driekwart van de lengte van het dijbeen, wat relatief kort is voor een maniraptoor.

### Weke delen

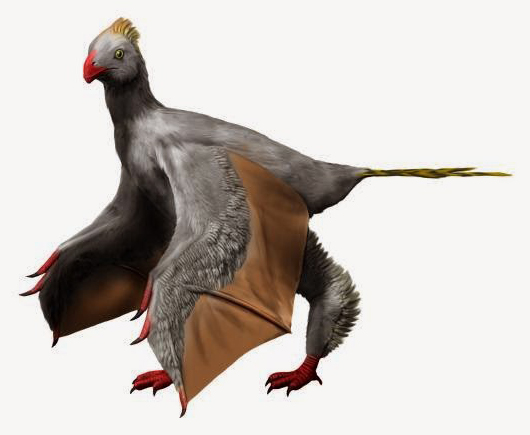
Een reconstructie van de weke delen

Het fossiel van Yi bewaart grote delen van een verenkleed. Kop, nek, rug, armen en benen toen een dichte bevedering die vermoedelijk nog op de originele positie aanwezig is, hoewel enkele losse veren over plaat en tegenplaat verspreid zijn. Deze veren lijken geen penveren te zijn maar of haren of pluimen. Dat is echter niet met volledige zekerheid te stellen daar penveren kort na het sterven van het dier gedegenereerd zouden kunnen zijn geraakt tot een meer sliertachtige structuur. De bewaarde filamenten zijn weinig gebogen en waren daarom kennelijk nogal stijf. De veren lijken in twee lagen te liggen. Het kan zijn dat dikkere schachten naar boven toe uitliepen in een toefje. In ieder geval zijn de veren tamelijk lang. De veren op de kop zijn het kortst met een lengte tot 12,4 millimeter. Achter de onderarm zijn ze ongeveer drie centimeter lang en achter de bovenarm en kuit ongeveer zes centimeter. Dit kan vergeleken worden met de totale romplengte van ongeveer tien centimeter. Bij de bovenarm worden de veren naar buiten toe langer. Ook bij de middenvoet zijn veren aangetroffen een patroon dat ook van andere maniraptoren bekend is, zoals Microraptor.

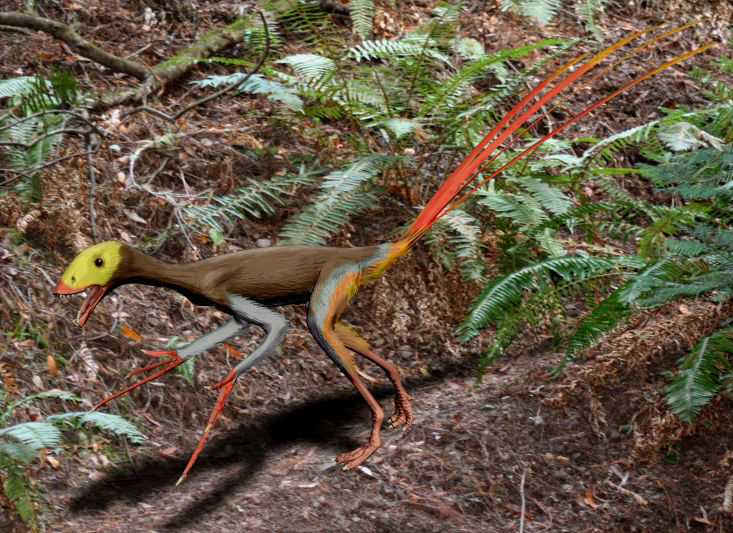
De nauw verwante Epidexipteryx had lange staartveren

Bij directe verwanten van Yi zijn langgerekte rechte lintvormige staartveren aangetroffen. In illustraties van het dier wordt het daar vaak mee uitgerust. In feite zijn de staartveren onbekend.
Behalve de veren zijn tussen de vingers onderling, bij de middenhandsbeenderen en in de buurt van het "styliforme" element resten van gerimpelde membranen zichtbaar. Die zouden volgens de beschrijvers als stukken huid of niet te determineren organisch materiaal zijn afgedaan ware het niet dat de vorm van het element suggereerde dat het diende als ondersteuning voor een membraan die als vlieghuid diende. De stukken membraan tonen soms lijnvormige rimpels die interne vezels kunnen vertegenwoordigen of wellicht een vouwen van de vlieghuid als gevolg van het uitdrogen of vergaan na de dood. Evenwijdig aan het hele eerste kootje van de tweede rechtervinger is een zes millimeter brede verkleurde baan te zien die als een deel van een membraan is geïnterpreteerd waarvan de rest nog in de matrix zou doorlopen. De membraanresten zijn vooral bij de rechterhand zichtbaar. De resten bij de linkerhand zijn beperkt maar onderscheiden zich omdat daar veerfilamenten zich op het membraan lijken te bevinden.
Op negen punten werden de veren, en op drie punten de membraanresten, met een elektronenmicroscoop gecontroleerd op de aanwezigheid van melanosomen, kleurende organellen. Op alle veren bleken melanosomen aanwezig te zijn maar op slechts één punt van een membraan. Op alle veren waren er ovale eumelanosomen die een zwarte kleur geven. Die op de kuitveren waren uitzonderlijk groot met een lengte van de lange as tot 2100 nanometer. Op de kop waren ook faiomelanosomen aanwezig die een geelbruine kleur opleveren. Hetzelfde type werd op de vlieghuid aangetroffen. In eerste instantie lijken deze gegevens erop te wijzen dat de kop donkerbruin was, het lichaam zwart en de vlieghuid lichtbruin. Uit onderzoek bij huidige vogels blijkt echter dat zulke resultaten maar weinig zeggen over de werkelijke kleurtekening van het dier. De meeste veren hebben een mengeling van beide typen, ook al zijn ze fel gekleurd door andere pigmenten of door irisering. Dat de kuitveren extra grote melanosomen hebben, kan een aanwijzing zijn dat die echt zwart gekleurd waren maar kan ook een aanpassing zijn om slijtage te voorkomen daar melanosomen de structuur van de veer versterken.

## Fylogenie
Yi is binnen de Maniraptora in de Scansoriopterygidae geplaatst. Deze groep werd door de studie als de meest basale klade in de Paraves gezien. Een cladistische analyse kon niet bepalen welke scansoriopterygiden, Yi, Epidexipteryx of Epidendrosaurus/Scansoriopteryx, het nauwst aan elkaar verwant waren. Er bestaat de mogelijkheid dat Scansoriopteryx, Epidexipteryx en Yi de groeireeks vertegenwoordigen van één enkele soort. Yi onderscheidt zich voornamelijk van Epidexipteryx, behalve wellicht in het styliforme, door de hogere neus, de langere voet en kennelijk de tandvorm.

## Levenswijze

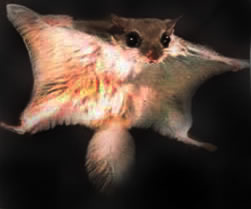
De vlieghuid van de gewone vliegende eekhoorn heeft bij oude individuen soms een verbeende rand

Het leefgebied van Yi was bosachtig en kende een warm en vochtig klimaat. In het bos groeiden Bennettitales, ginkgo's, coniferen en Polypodiopsida. Er kwamen dieren voor als de salamander Chunerpeton, de pterosauriërs Changchengopterus, Dendrorhynchoides, en Qinglongopterus, en het kleine zoogdier Arboroharamiya. In de wouden lagen grote meren. Actieve vulkanen barstten regelmatig uit en de fauna werd dan door vulkaanas bedolven en soms in een meer gedeponeerd. Het zijn deze vulkanische meerafzettingen die de fossielen zo perfect conserveerden dat zelfs veren en membranen bewaard bleven. Het is onwaarschijnlijk dat een groot dier zo gefossiliseerd wordt en de megafauna van het ecosysteem is dan ook slecht bekend. Wel werd naar aanleiding van de vondst van Yi een vervolgonderzoek uitgevoerd dat een nieuwe kleine theropodensoort opleverde, specimen IVPP V20796.
Alle bekende Scansoriopterygidae komen uit dezelfde formatie als Yi. Ze werden tot nu toe gezien als boombewonende insecteneters met een levenswijze die overeenkwam met het spookdiertje. Ze zouden hun lange derde vinger gebruikt hebben om larven onder boombast vandaan te halen. De Italiaanse paleontoloog Andrea Cau speculeerde in 2008 dat de vinger verbonden zou kunnen zijn geweest aan een vlieghuid maar veronderstelde dat deze hypothese niet serieus te toetsen was. Het fossiel van geen enkele dinosauriër was ooit met resten van een vlieghuid aangetroffen; alle duidelijk vliegende vormen gebruikten veren.
Een vlieghuid die door een verbeend stuk bindweefsel wordt ondersteund, is ook van de vliegende eekhoorns bekend — de term "styliform element" is van die groep afkomstig — en van vleermuizen die soms een spoorbot hebben in het uropatagium tussen de achterpoten. Niet-verbeende kraakbeenondersteuning komt voor bij de reuzenkoeskoes. Onder uitgestorven diersoorten heeft het knaagdier Eomys quercyi soortgelijke ondersteuningen; Pterosauria hebben het pteroïde dat echter een huid vóór de vleugel verstevigt. De meeste gelijkende systemen zijn dus die van glijders: de pterosauriërs en vleermuizen hebben een klappende vlucht maar geen extra versteviging van de huid achter de arm. Dat Yi een puur glijdende vorm was, wordt ook bevestigd door de zwakke deltopectorale kam van het opperarmbeen die erop duidt dat de vliegspieren niet krachtig genoeg waren voor een klappende vlucht.

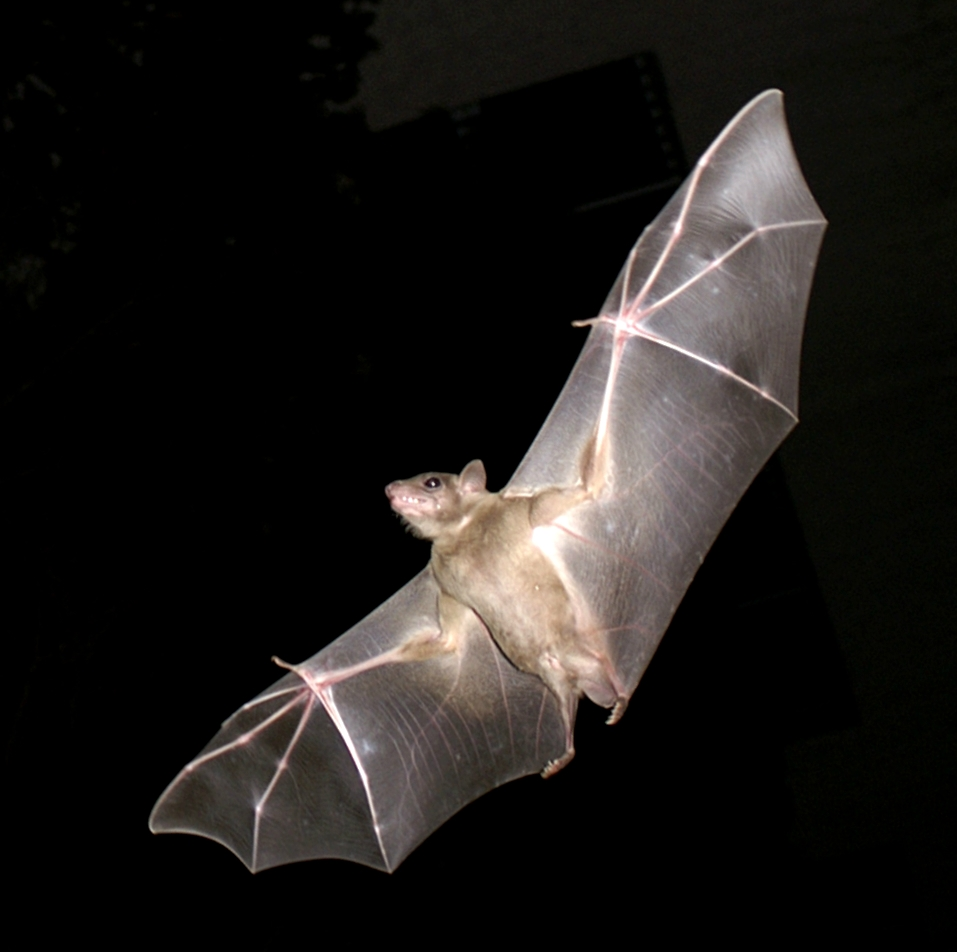
Het styliforme zou naar achteren gericht een brede vlieghuid hebben kunnen ondersteund net als de vijfde vinger bij vleermuizen

De beschrijvers stelden drie hoofdmodellen op van een mogelijke configuratie van de vlieghuid: het maniraptoormodel, het kikkermodel en het vleermuismodel. In geen van die drie modellen loopt er een vlieghuid tussen voorpoten en achterpoten daar die laatste bij dinosauriërs niet zijwaarts gespreid kunnen worden.
In het vleermuismodel steekt het styliforme bot recht naar achter. Het ondersteunt dan, op de wijze van de vingers van vleermuizen, een brede vlieghuid die als een echte vleugel functioneerde. Er zou dan een membraan gelopen hebben tussen het styliforme element en de romp en tussen dit element en de overige vingers. Een variant van het vleermuismodel is het pterosauriërmodel waarbij het styliforme zijwaarts uitsteekt om de vleugelspanwijdte te verlengen. Een probleem bij beide modellen is dat het holotype geen membraan tussen het styliforme en de romp bewaard heeft, terwijl er wel grote veren in deze zone te zien zijn die, of ze nu bovengelegen of ondergelegen waren, de werking van de vlieghuid door turbulentie geruïneerd zouden hebben. Een sterk punt is dat de veronderstelde vleugelprofiel van een normaal type is.
In het maniraptoormodel is het styliforme element naar het lichaam gericht. Het verstevigt dan de achterrand van een smalle vlieghuid, naar buiten verlengd door de vingers. Het voordeel van deze interpretatie is dat de veren gefunctioneerd kunnen hebben zoals bij kleine Maniraptora gebruikelijk: als een aerofoil achter de arm. Het vleugelprofiel heeft een grote vleugelslankheid, wat al van veel vliegende dinosauriërs zoals vogels bekend is. Daarbij is van veel vogels al een smal membraan achter het opperarmbeen bekend en dat van Yi zou daar dan slechts een relatief beperkte uitgroei zijn.

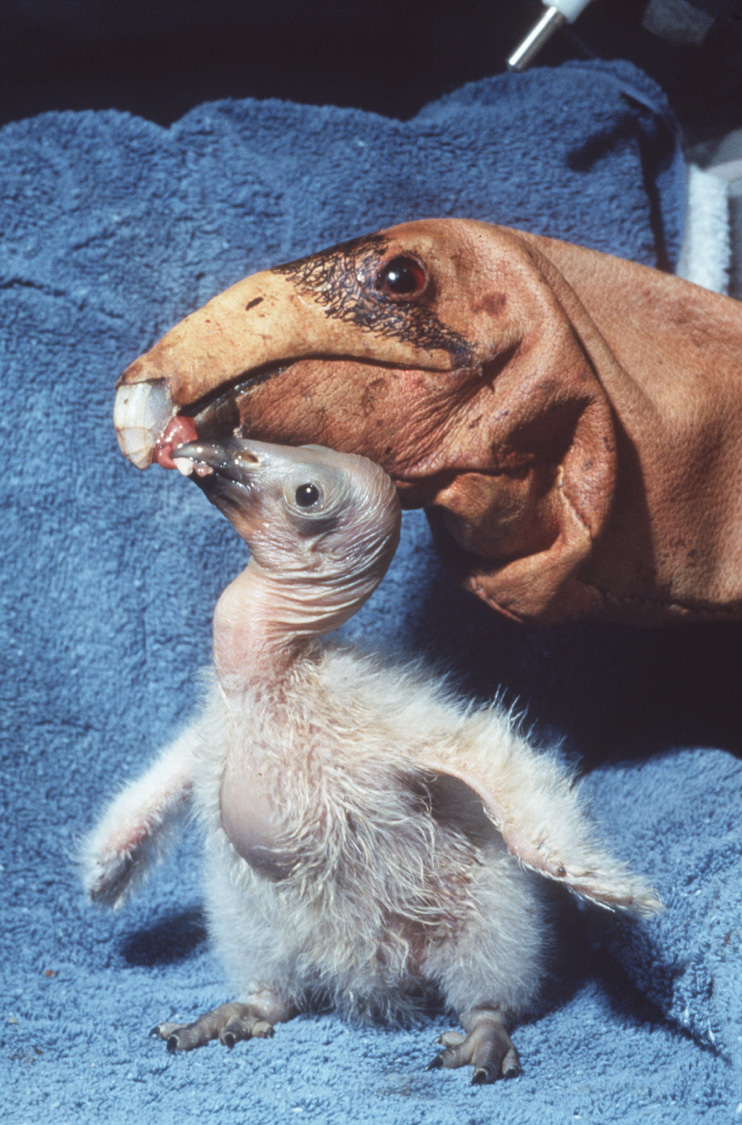
Het maniraptoormodel neemt aan dat de vleugels tot en met de onderarm dun zijn, met haren verlengd, net als bij huidige kuikens

In het kikkermodel zouden de armen van Yi gefunctioneerd hebben als die van de vliegende kikker. In dat geval zouden er helemaal geen vleugels geweest zijn en gleed het dier slechts met behulp van de vliezen tussen de vingers, i.c. aangevuld met een vlies tussen de derde vinger en het styliforme. Wat extra werking zouden de veren achter de bovenarm en onderarm gehad hebben. Het nadeel van zo'n configuratie is dat de remmende oppervlakte gering is en de instabiliteit van de glijvlucht groot wegens de hefboomwerking van de wijd uiteenstaande handen.

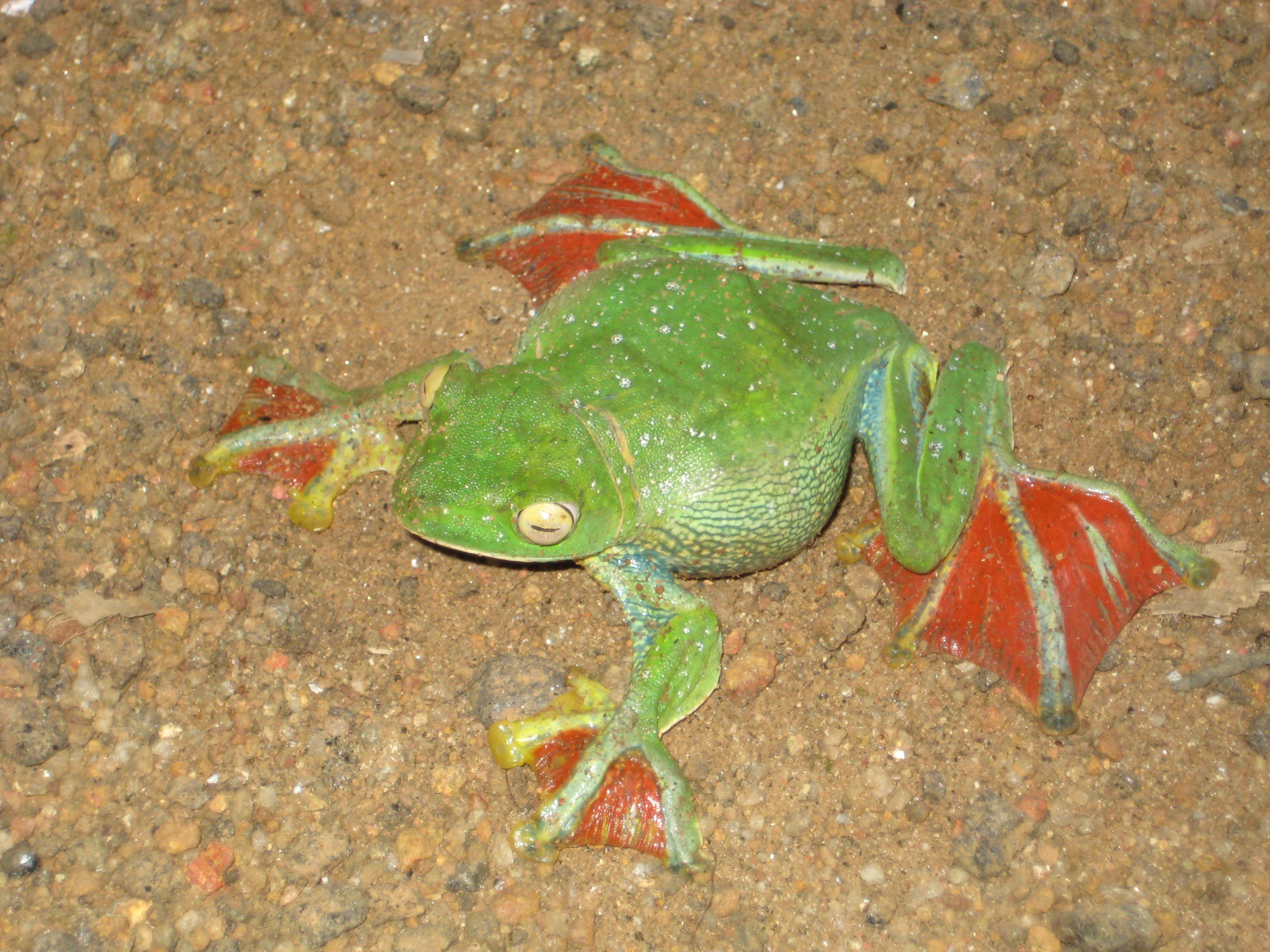
De Maleise vliegende boomkikker biedt een mogelijk model voor de vlieghuid van Yi

De beschrijvers voerden een analyse uit van de vluchteigenschappen van Yi. Daarbij beperkten ze zich tot het vleermuismodel en het maniraptoormodel. Onder beide modellen is het duidelijk dat Yi althans een vermogen had tot een glijdende vlucht. De arm is ongeveer 1,2 maal zo lang als de achterpoot, een verhouding die alleen bekend is van vliegende dinosauriërs en zelfs die van sommige vliegende vogels overtreft. Het opperarmbeen en de ellepijp zijn daarbij breder dan het dijbeen en het scheenbeen, kennelijk om de belasting tijdens het vliegen te dragen. Een styliform element is daarnaast alleen van soorten met een vlieghuid bekend. Het heeft geen duidelijke andere mogelijke functie, zeker gezien de lengte ervan. Weliswaar bezit de reuzenpanda een "schijnduim" in de vorm van een uitgegroeid sesambeen maar dit is korter dan de vingers.
Ook de berekende vleugelbelasting is hiermee in overeenstemming. Bij het maniraptoormodel werd een gecombineerd vleugeloppervlak aangenomen van 320 cm² wat een vleugelbelasting van 1,19 gram per vierkante centimeter opgeleverd zou hebben. Bij het vleermuismodel waren deze waarden 638 cm² en 0,6 g/cm². De vleugelbelasting is in beide gevallen lager dan de 2,5 g/cm² die als kritieke bovengrens geldt voor de vogelvlucht. Bij het maniraptoormodel is de belasting typisch voor die van eenden hoewel die langere en bredere vleugels hebben. In het vleermuismodel is de belasting ongeveer gelijk aan die van oevervogels; opnieuw is de spanwijdte bij Yi een stuk minder maar diens vleugels zijn in dit geval juist breder.
De studie stelde dat de gegevens onvoldoende waren om een heel duidelijk beeld te krijgen van het vermogen tot vliegen van Yi. Het meest waarschijnlijk achtte men het dat het dier voornamelijk door de lucht gleed waarbij de glijvlucht zo nodig verlengd werd door wat vleugelslagen. Een continue klappende vlucht werd onwaarschijnlijk geacht wegens de toch wat lichte bouw van de armbeenderen gecombineerd met de extra massa van het styliforme element dat ook nog eens een extra luchtweerstand bij de vleugelslag kon hebben opgeleverd als het naar achteren uitstak. Een moderne analoog zag men in de kakapo welke papegaai zijn vleugels ook gebruikt om naar beneden te glijden maar daarbij vaak wat fladdert.
Een probleem voor het glijden vormt de smalheid van de vleugels, vooral bij het maniraptoormodel. De vleugelslankheid is meer in overeenstemming met die van een zwevende vorm. Ook ligt het zwaartepunt misschien wat te ver naar achter voor een typische glijdende vorm, wat de vluchtstabiliteit vermindert. Het onderbreken van de glijvlucht door enkele vleugelslagen zou dit probleem hebben verminderd. Daarbij kan een korte vlezige staart het zwaartepunt meer naar voren hebben gebracht terwijl lange staartveren en kuitveren het punt van de stijgkrachten naar achteren zouden hebben verplaatst.
Het veronderstellen van membranen aan de vingers ondergraaft de hypothese dat de lange derde vinger gebruikt werd om larven uit holletjes te pulken, zowel omdat de lengte nu een andere functie lijkt te hebben, als vanwege de belemmering die een membraan daarvoor gevormd zou hebben. Dat geldt dan voor alle scansoriopterygiden want het ligt voor de hand te veronderstellen dat de hele groep — die ook een enkele soort kan vertegenwoordigen — membranen had. Aan de andere kant is geen duidelijk alternatief voor een dieet van insecten voorhanden want een klein warmbloedig dier moet energierijke kost gegeten hebben. Wellicht at het ook wat zaden. De iets uitstekende stevige tanden kunnen voor beide doeleinden ingezet zijn. Een membraan vormt geen absolute belemmering voor het gebruik van de derde vinger en het kunnen vliegen of glijden is een nuttige eigenschap voor een boombewonende insecten- of zadeneter aangezien het de energetische kosten van het bewegen van boom tot boom vermindert.
In 2020 stelde een studie dat Yi wegens te zwakke spieren niet tot een slagvlucht in staat was en slechts korte, sterk dalende, glijvluchten kon maken. Dat zou verklaren waarom zijn bouw geen succes werd. De vleugels zouden bedekt zijn met evenwijdige haren die de illusie zouden scheppen van vezels die het vleugelprofiel instelbaar zouden maken.